# جيم ماهوني
جيم ماهوني (بالإنجليزية: Jim Mahoney) هو لاعب كرة قاعدة أمريكي، ولد في 26 مايو 1934 في إنغلوود في الولايات المتحدة.

## وصلات خارجية
- جيم ماهوني على موقعبيزبول رفرنس.كوم (الدوري الرئيسي) (الإنجليزية)
- جيم ماهوني على موقعبيزبول رفرنس.كوم (الدوري الثانوي) (الإنجليزية)